# Nebelschütz
Nebelschütz (sorbiska: Njebjelčicy) är en Gemeinde och ort i Landkreis Bautzen i östra Sachsen, Tyskland. Kommunen har cirka 1 200 invånare. och två tredjedelar av invånarna är sorber. Kommunen ingår i förvaltningsområdet Am Klosterwasser tillsammans med kommunerna Crostwitz, Panschwitz-Kuckau, Räckelwitz och Ralbitz-Rosenthal.
Nebelschütz ligger i det historiska sachsiska Oberlausitz cirka 3 km öster om Kamenz och 30 km nordväst om Bautzen. Floden Jauer flyter härigenom.
Nebelschütz grundades 1225 och tillhörde staden Bautzen. Från 1426 fram till reformationen tillhörde det klostret S:t Marienstern.
Nebelschütz består av fem Ortsteile (sorbiska namn inom parentes): Nebelschütz, Wendischbaselitz (Serbske Pazlicy), Miltitz (Miłoćicy), Piskowitz (Pěskecy) och Dürrwicknitz (Wěteńca).

## Vänorter

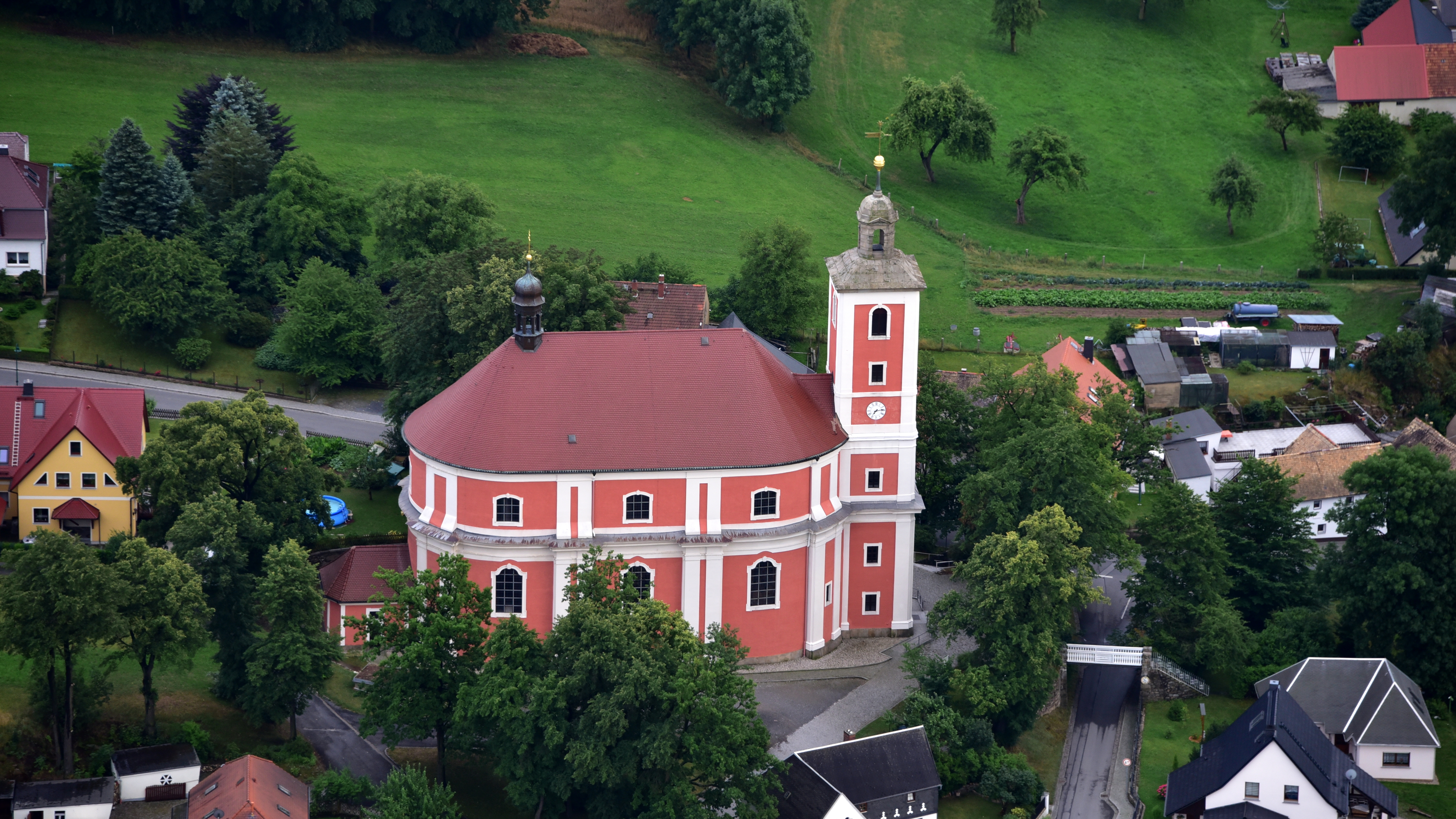
Katolska kyrka St. Martin, 2017.

- Hlučín i Tjeckien
- Namysłow i Polen
- Ladánybene i Ungern

## Sevärdheter
- Kyrkan byggd i barrockstil mellan 1740 och 1743.